# Rothmayerova vila

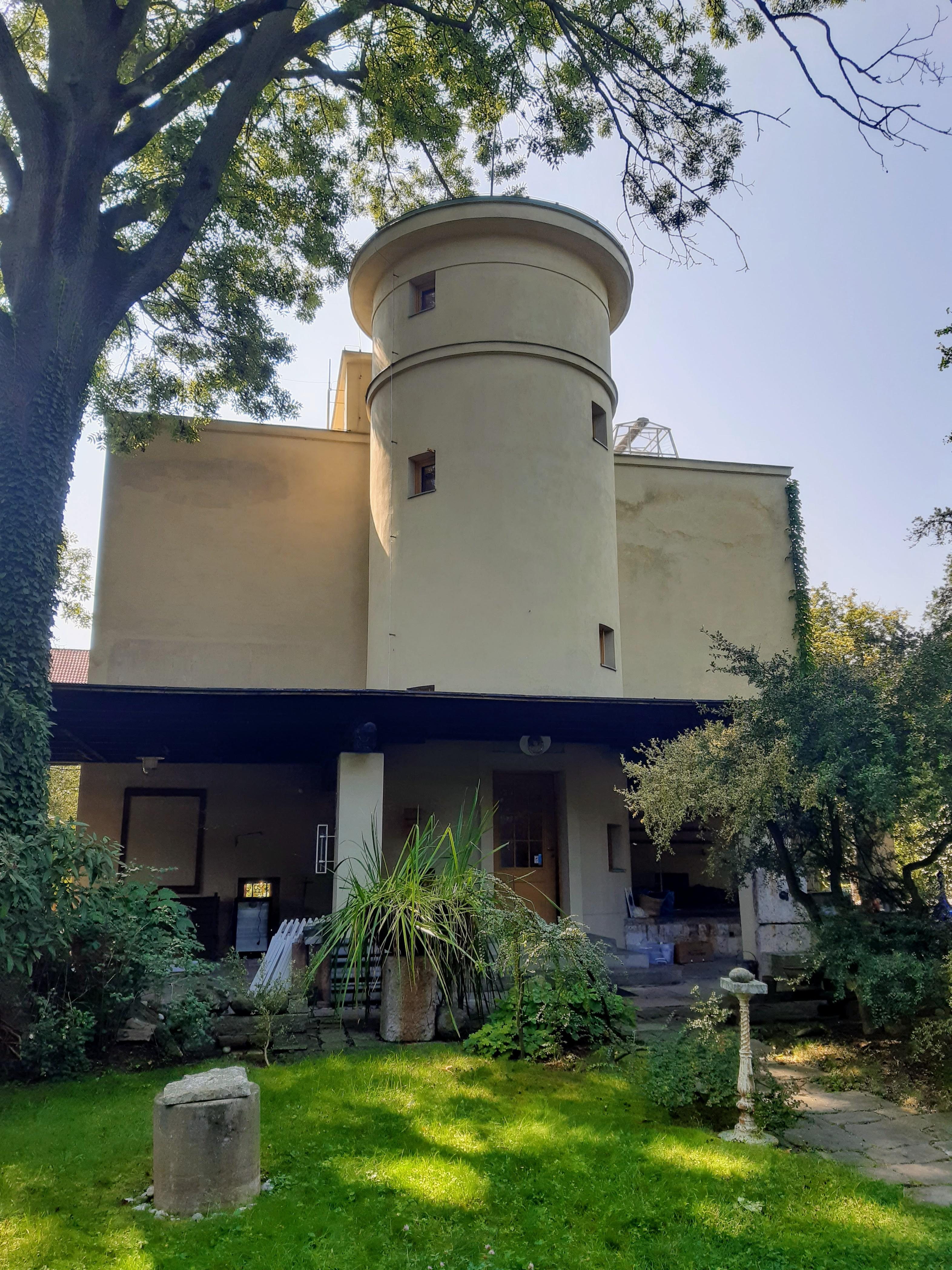
Pohled na vilu ze zahrady

 Rothmayerova vila (U páté baterie 50/896, Praha 6 – Břevnov) je vlastní vila architekta Otto Rothmayera (1892–1966) a jeho ženy, textilní výtvarnice Boženy Rothmayerové, rozené Hornekové (1899–1984). Byla postavena podle plánů architekta Otto Rothmayera v letech 1928–1929 ve stylu klasicizující moderny. Vila se zahradou a bazénem je zapsána v seznamu kulturních památek ČR a od 3. srpna 2010 chráněna jako nemovitá památka. Je uvedena v katalogu moderní architektury mezinárodní organizace Iconic Houses, která sdružuje mimořádná díla světových architektů, architektonicky významné domy, domy umělců a ateliéry z 20. století přístupné veřejnosti jako domovní muzea. Vila se zahradou byla zrestaurována do stavu, který odpovídá situaci z přelomu padesátých a šedesátých let 20. století, a řadí se k důležitým památkám české meziválečné architektury.

## Historie a popis stavby
Architekt Otto Rothmayer byl žákem slovinského architekta Josipa Plečnika a v návrhu jeho vlastní vily je tak patrná inspirace středomořskou tradicí, vychází z návrhu Plečnilovy lublaňské vily Stadion. Architekt navrhl nejen dům včetně interiérů, ale také zahradu, její oplocení i venkovní nábytek.
Dvoupatrová stavba kombinuje jednoduché prvky kvádru a válce, ve kterém je umístěno točité schodiště. Vrcholem schodiště je malá obdélníková místnost, která sloužila jako zimní zahrada i jako vstup na plochou terasu. Interiéry nebyly rozlehlé, ale byl v nich kladen důraz na řemeslné zpracování dřevěného vnitřního vybavení včetně detailů.
Významným prvkem je napojení domu na verandu a zahradu s bazénem, na jejímž ztvárnění se podílela i manželka architekta, výtvarnice a propagátorka moderního životního stylu, Božena Rothmayerová.
Vila sloužila k častým návštěvám rodinných přátel, mezi než patřili fotograf Josef Sudek, sochaři Bedřich Stefan a Hana Wichterlová a sklář René Roubíček, jehož vázy jsou vystaveny na zahradě.
Rothmayerova rodina bydlela ve vile do roku 2008, dům nebyl nikdy vyvlastněn a díky tomu v něm došlo jen k minimálním stavebním zásahům a zachovalo se mnoho původních prvků. V roce 2008 architektův syn Jan Rothmayer vilu prodal městu Praze pod podmínkou celkové rekonstrukce a zpřístupnění veřejnosti.

### Rekonstrukce

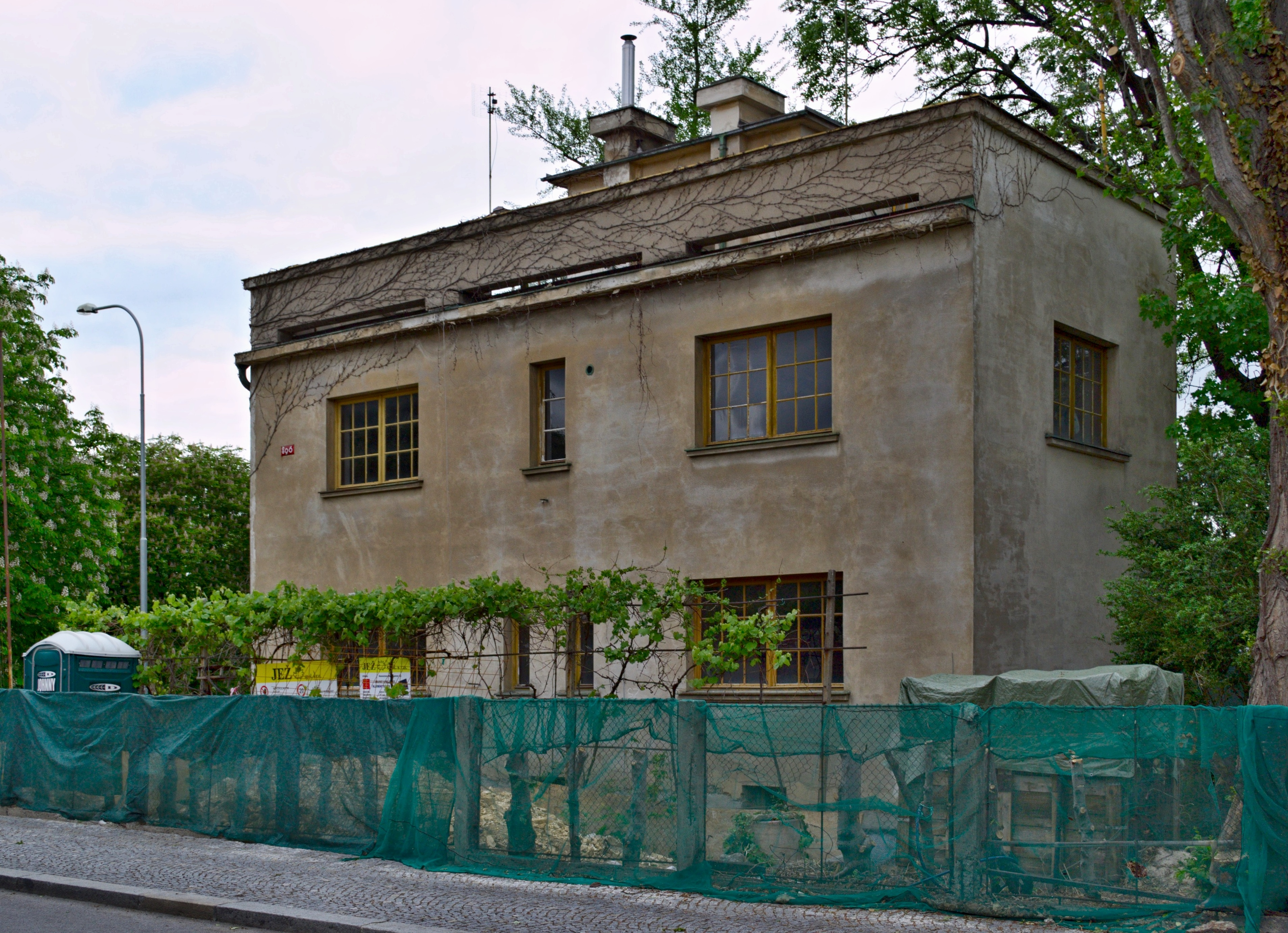
Rothmayerova vila při rekonstrukci v roce 2012

Cílem tři roky trvající rekonstrukce vily bylo odstranění nepůvodních stavebních úprav a také stavebních poruch, týkajících se hlavně zatékání terasou a vlhkosti zdiva v podzemním podlaží, obnovení poškozených omítek a výměna základních rozvodů (vody, kanalizace, vytápění, silnoproudu a slaboproudu). Byly také zrestaurovány původní dřevěné a kovové prvky v interiéru a exteriéru. Zároveň byla provedena revitalizace zahrady se zachováním původních artefaktů. Finanční náklady na rekonstrukci a restaurátorské práce si vyžádaly 23 milionů korun. 

## Rothmayerova vila a fotografie
Cennou fotodokumentaci zahrady pořídil fotograf a přítel rodiny Josef Sudek, který ji pak publikoval pod názvem Kouzelná zahrádka.
Před rekonstrukcí vily umožnil vlastník skupině autorů (Karel Kuklík, Jaroslav Beneš, Richard Homola, Tomáš Rasl a Tomáš Balej) fotografovat v prostředí vily. Výsledkem této aktivity byla výstava Rothmayerka v Malé galerii České spořitelny v Kladně (382. výstava v této galerii, 7. prosince 2011 – 3. ledna 2012).

## Současné využití
Po rekonstrukci vila získala podobu z přelomu padesátých a šedesátých let 20. století a byla vybavena autentickými předměty, které se zde původně nacházely. Vila slouží jako tzv. domovní muzeum se stálou expozicí „Příběh jednoho domu a jedné rodiny“ připomínající osobitý styl architektonického díla Otto Rothmayera i jeho učitele Josipa Plečnika. Na základě rezervace jsou veřejnosti umožněny prohlídky s lektorským výkladem, spojené s prohlídkami poblíž stojící Müllerovy vily.
Zajímavý je také jasan ztepilý, který roste na zahradě za domem. Za významný strom byl vyhlášen roku 2019. Jako již vzrostlý strom ho Otto Rothmayer zasadil v roce 1930.

## Galerie

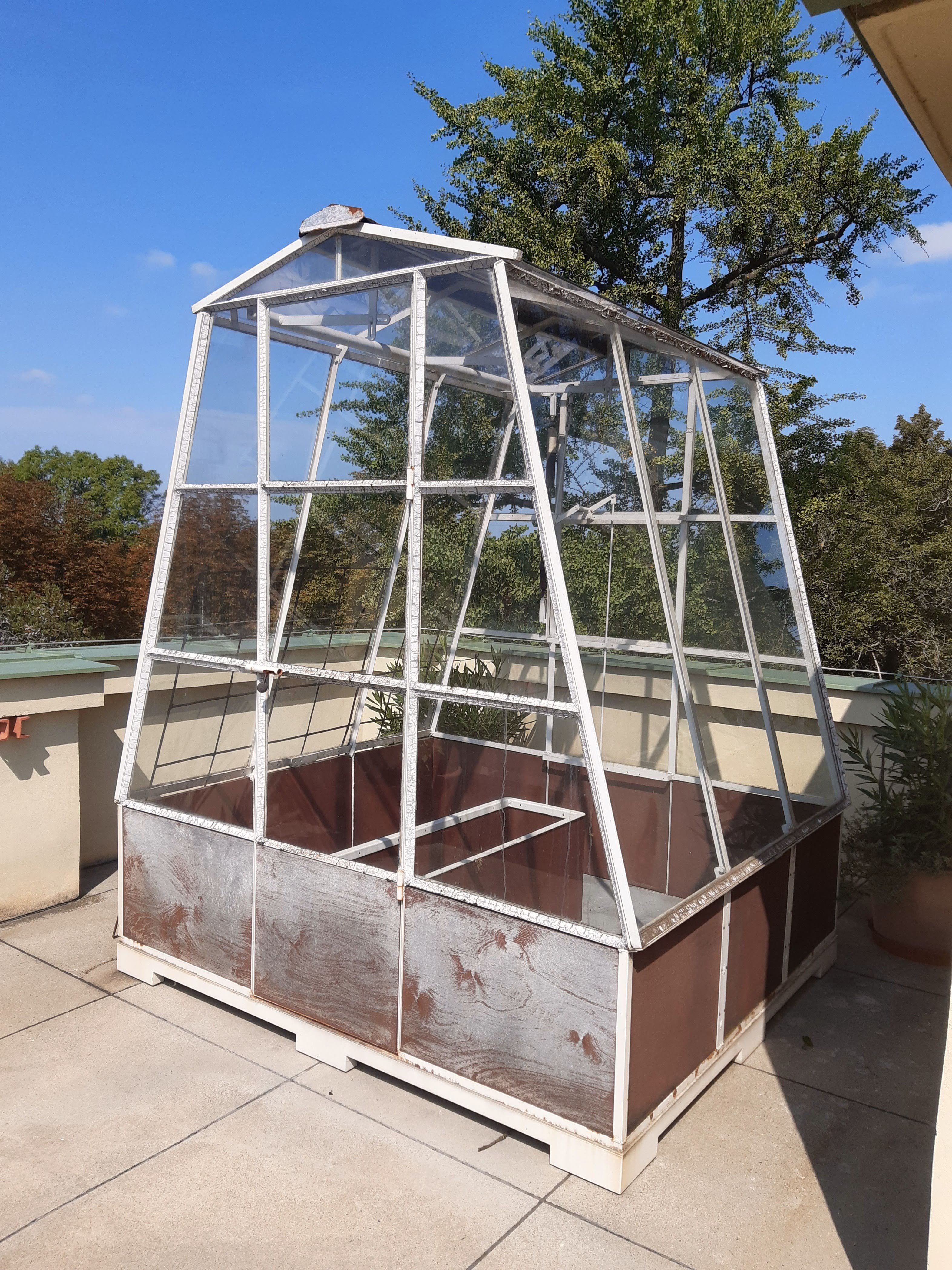
Původní skleník na střešní terase
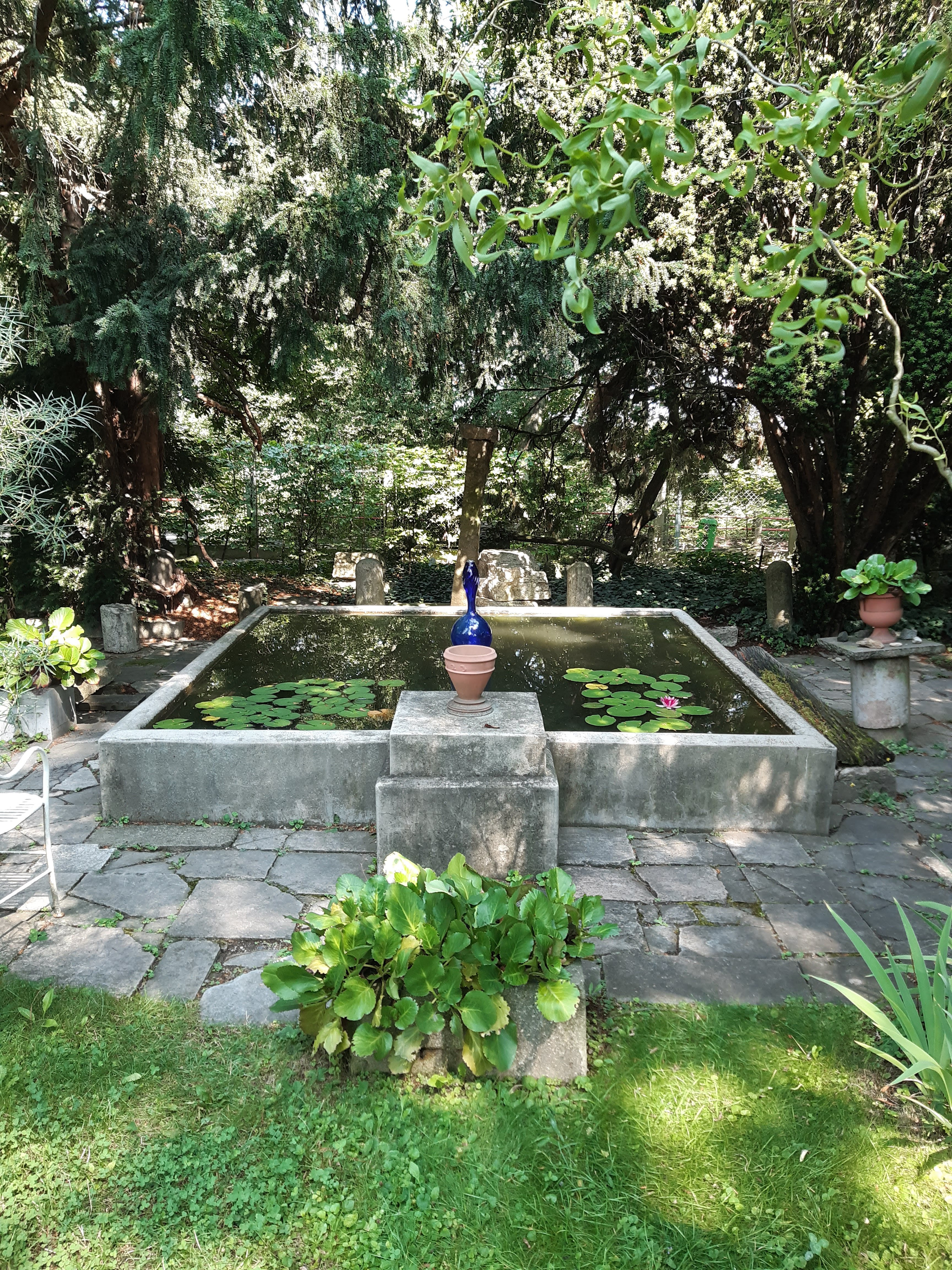
Bazén v zahradě
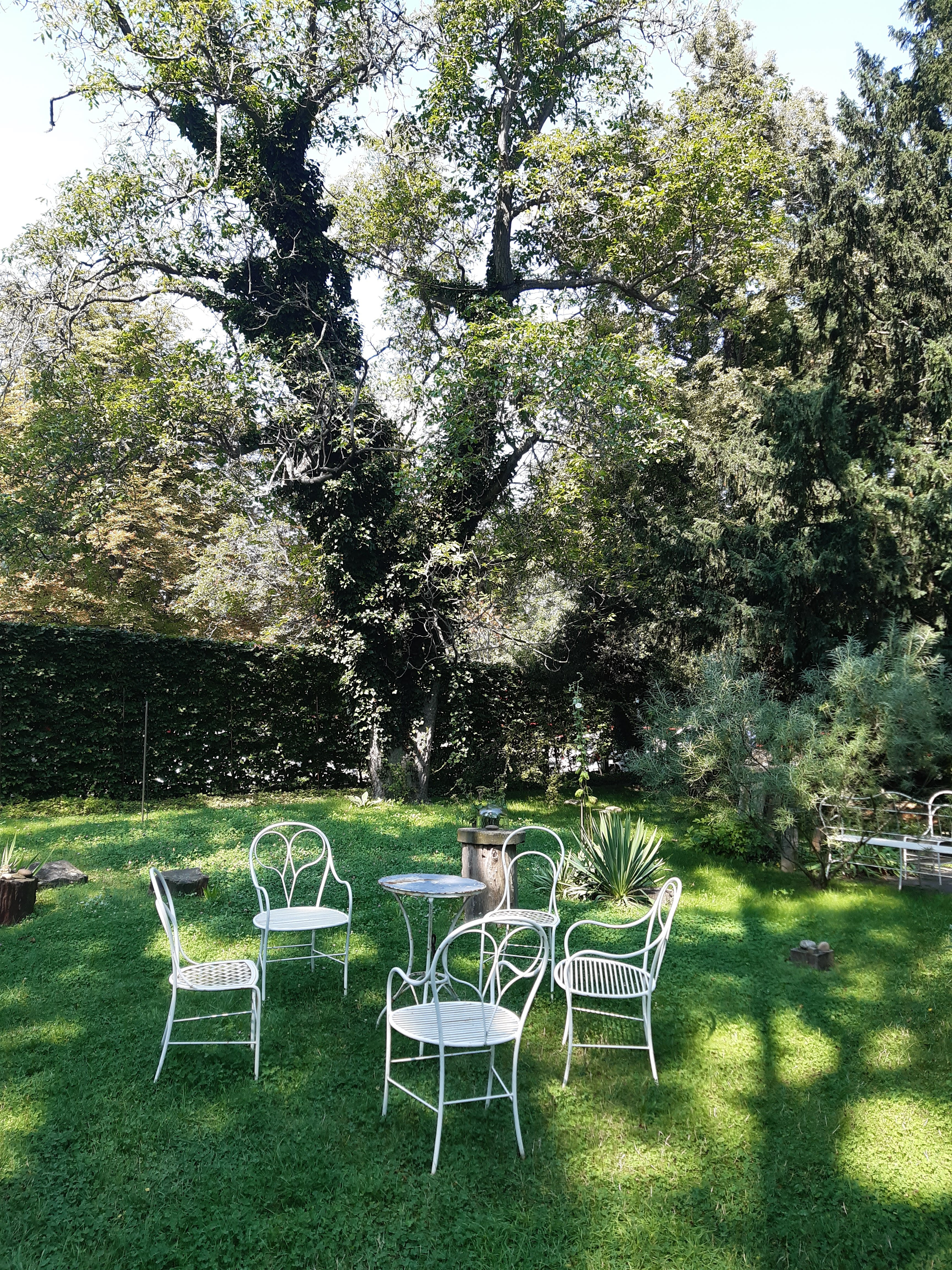
Autorem zahradního nábytku je Otto Rothmayer
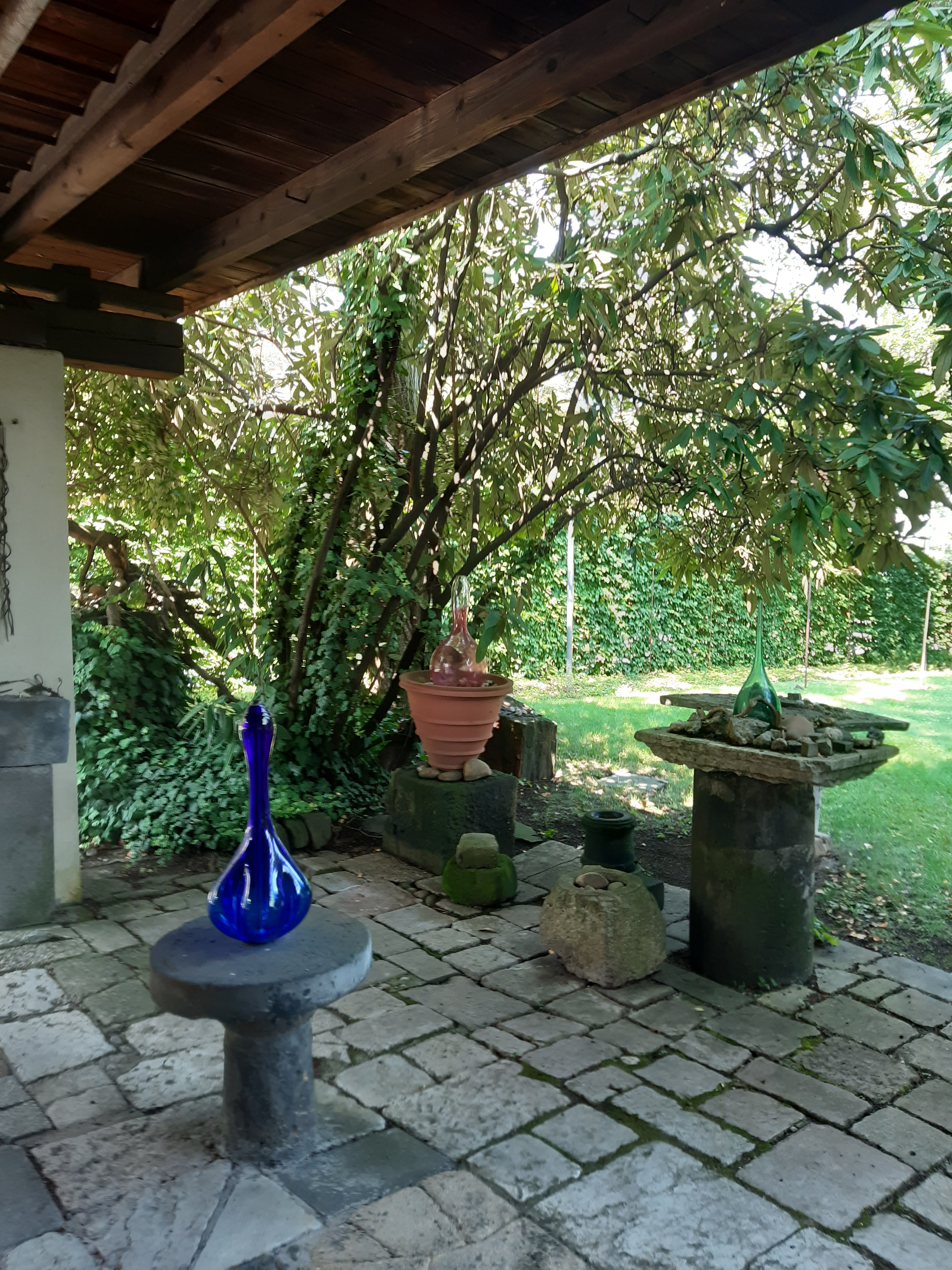
Zhrada se skleněnými vázami René Roubíčka